# Udbina
Udbina je opčina v regionu Lika v Chorvatsku, v Licko-senjské župě. V roce 2011 žilo v Udbině 960 obyvatel, v celé opčině pak 1 874 obyvatel.

## Poloha
Udbina leží na Krbavském poli, při hlavní silnici Záhřeb-Split, přibližně stejně daleko od obou měst, mezi městy Karlovac a Gračac.

## Historie
Původně se Udbina nazývala Krbavské město, název Udbina je poprvé zmíněn roku 1493, kdy se v okolí uskutečnila bitva mezi Chorvaty a Turky.
Během chorvatské války (1991-1995) byla Udbina pod kontrolou Republiky Srbská Kajina. Během bosenské války bylo místní letiště zničeno 21. listopadu 1994 britskými, francouzskými, nizozemskými a americkými stíhači během 4 hodin v rámci operace Deny Flight po srbském útoku na jednotky UNPROFOR u Bihaće.
11. dubna 2020 byla Udbina vzhledem k výskytu nemoci covid-19 uzavřena do karantény.

## Demografie
V roce 2011 bylo 51,12 % obyvatel srbské národnosti a 45,04 % obyvatel chorvatské národnosti.

## Ekonomika
Ekonomika je založena na zemědělství, dřevozpracujícím průmyslu a výrobě syntetických materiálů.